# Верешеђхаз
Верешеђхаз (мађ. Veresegyház) град је у Мађарској. Верешеђхаз је значајан град у оквиру жупаније Пешта, а истовремено и важно предграђе престонице државе, Будимпеште.
Верешеђхаз има 15.633 становника према подацима из 2009. године.

## Географија
Град Верешеђхаз се налази у северном делу Мађарске. Од престонице Будимпеште град је удаљен 20 километара североисточно. Град се налази у северном делу Панонске низије.

## Становништво
По процени из 2017. у граду је живело 18122 становника.
| 1990. | 2001.  | 2011.  | 2017.  |
| ----- | ------ | ------ | ------ |
| 6.373 | 10.096 | 15.998 | 18.122 |

## Партнерски градови
- Шнеберг
- Атија
- Шаровце
- Giv'at Shmuel
- Пастовце

## Галерија
- Новоградња
- Хотел
- Градски рит